# James Lamy
Pour les articles homonymes, voir Lamy.
James Lamy, né le 30 mai 1928 à Saranac Lake et mort le 30 mai 1992 à Corning, est un bobeur américain.

## Carrière
Aux Jeux olympiques d'hiver de 1956 organisés à Cortina d'Ampezzo en Italie, James Lamy est médaillé de bronze en bob à quatre avec Arthur Tyler, Charles Butler et William Dodge. Il est également cinquième en bob à deux aux Jeux olympiques d'hiver de 1964 à Innsbruck en Autriche et trois fois champion nord-américain de bob à quatre.

## Palmarès

### Jeux Olympiques
- : médaillé de bronze en bob à 4 aux JO 1956.